# Lehigh Valley IronPigs
Lehigh Valley IronPigs – amerykańska drużyna baseballowa mająca swoją siedzibę w Allentown w stanie Pensylwania. Od 2007 roku jest klubem farmerskim drużyny Philadelphia Phillies.
Klub Lehigh Valley IronPigs powstał w 1993 roku jako Ottawa Lynx i grał w Ottawie w Kanadzie.
 W latach 1993–2002 byli klubem farmerskim drużyny Montreal Expos, następnie w latach 2003-2006 byli klubem farmerskim drużyny Baltimore Orioles.
Pierwszy sezon pod opieką klubu Philadelphia Phillies okazał się ostatnim granym w Ottawie i w sezonie 2008 drużyna grała już Allentown w stanie Pensylwania.